# 崇福寺 (福岡市)

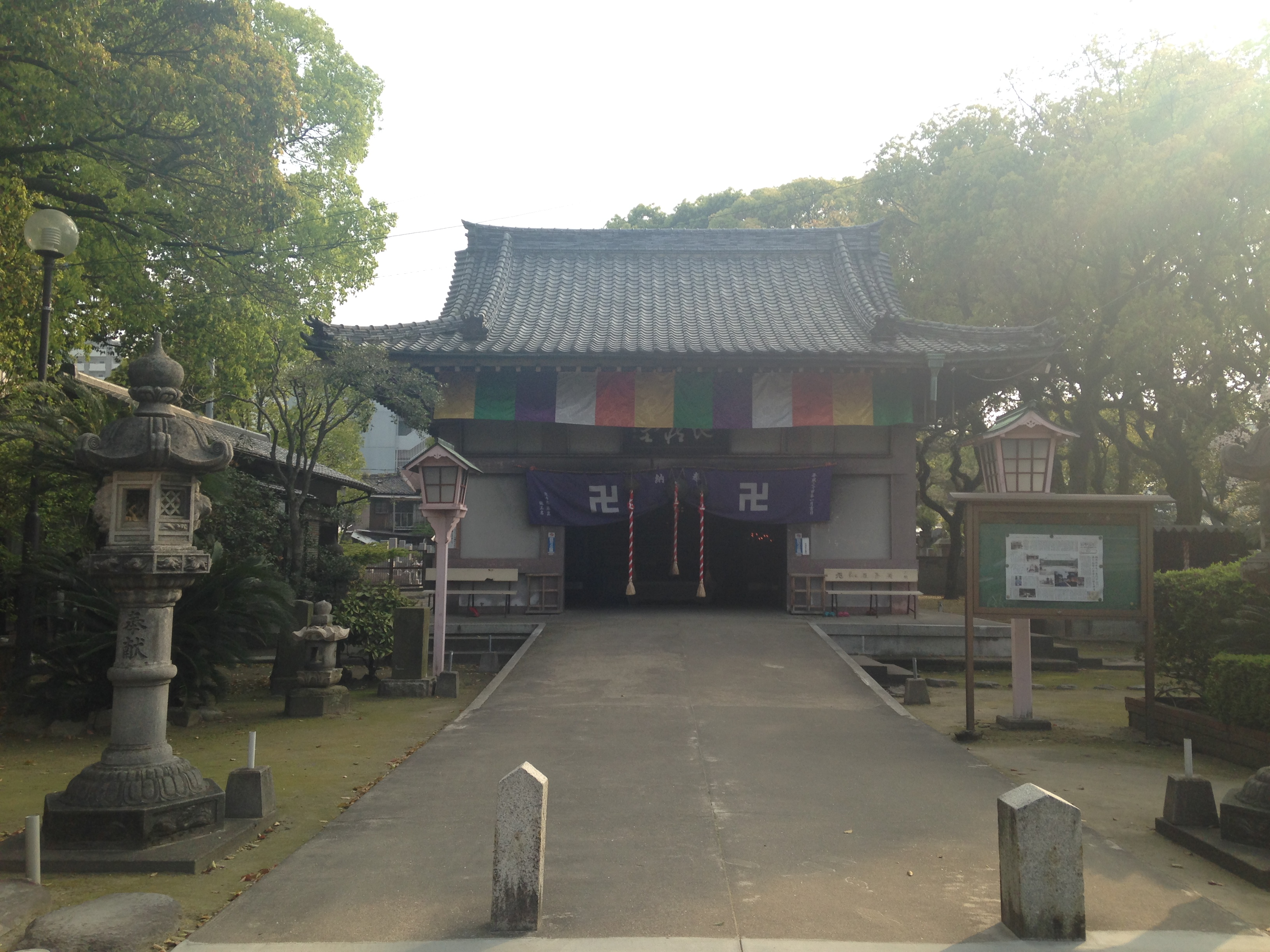
地蔵堂（手前にある2つの石は百度石）

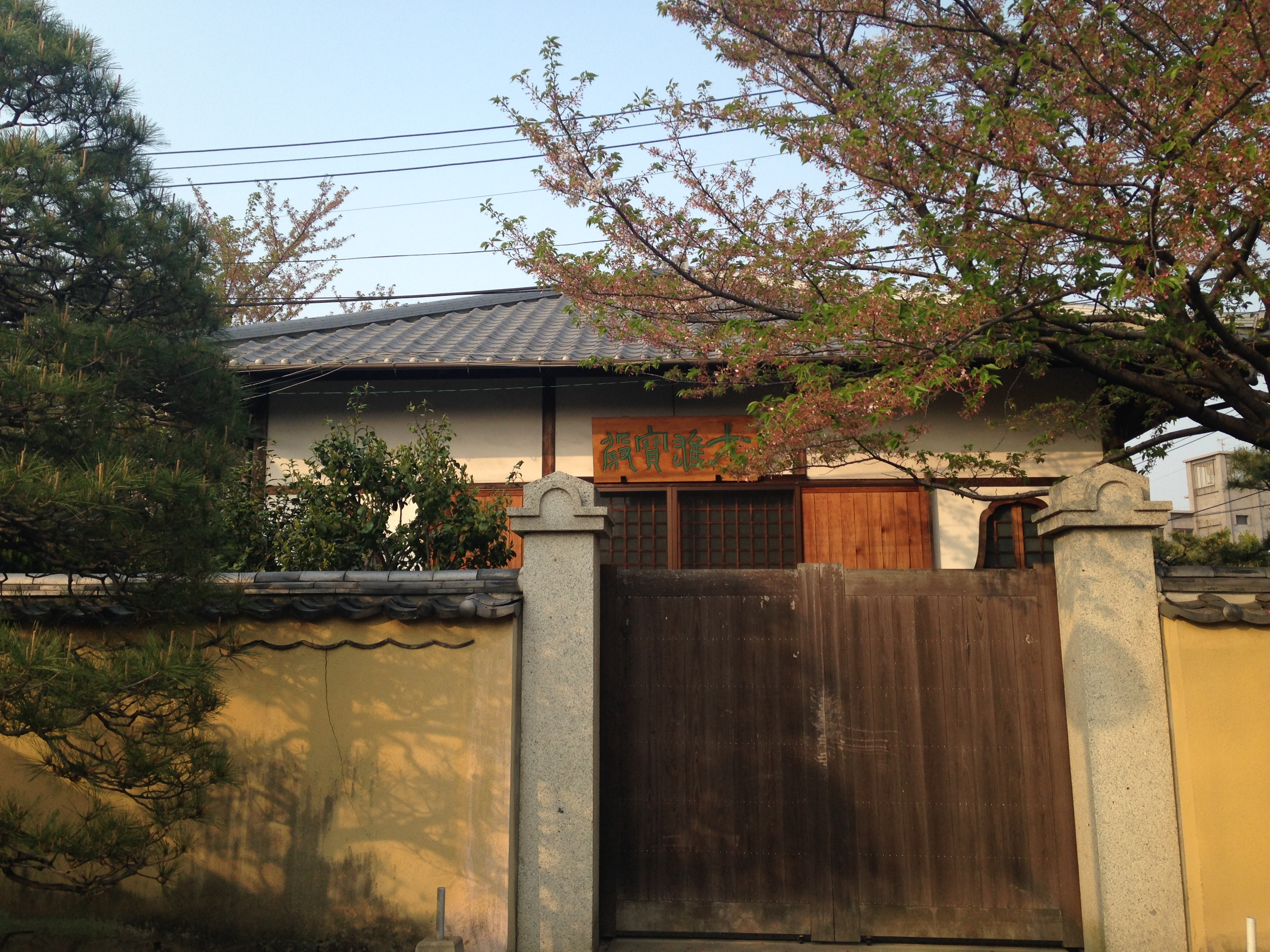
大雄宝殿

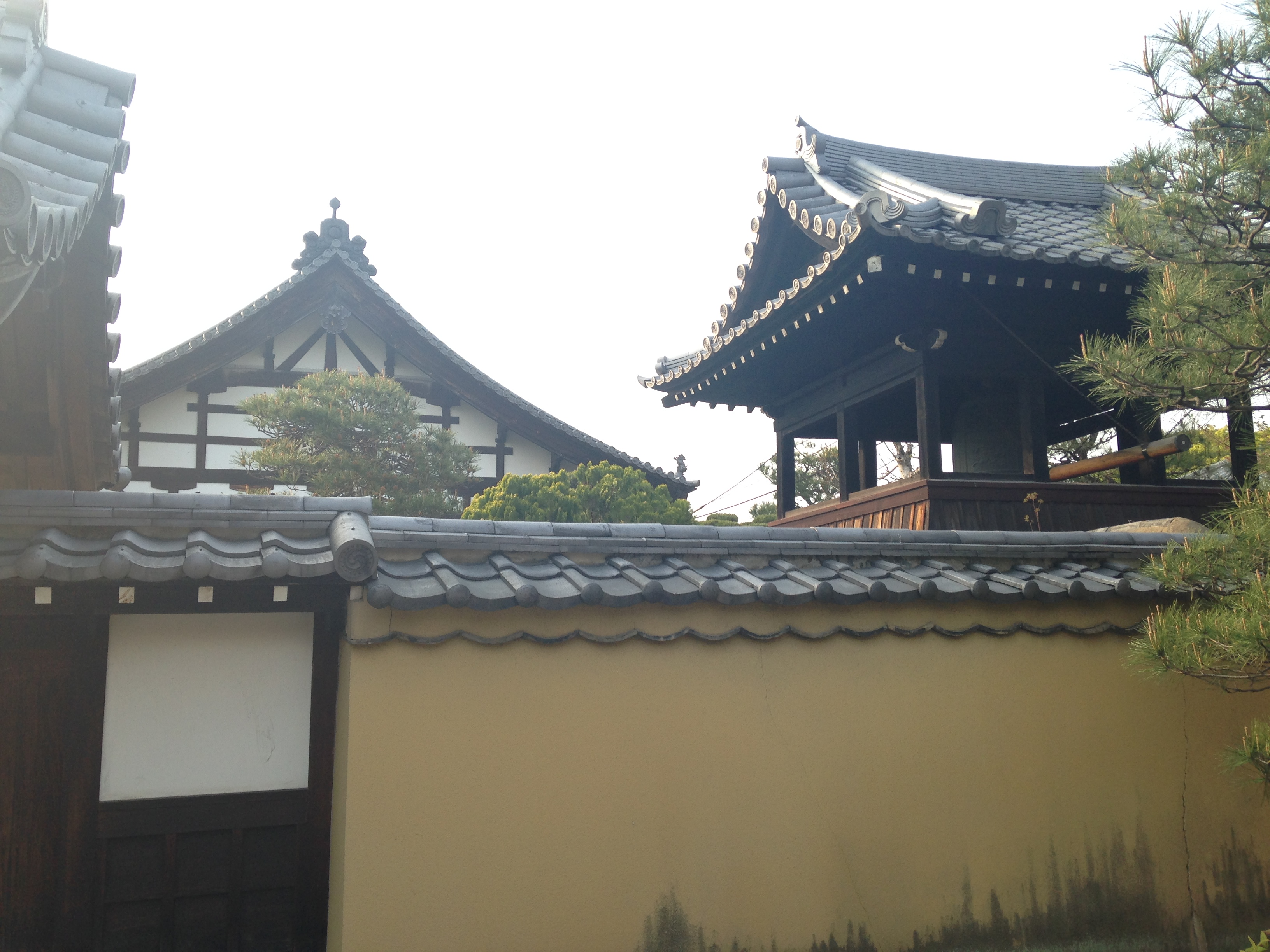
庫裏と鐘楼

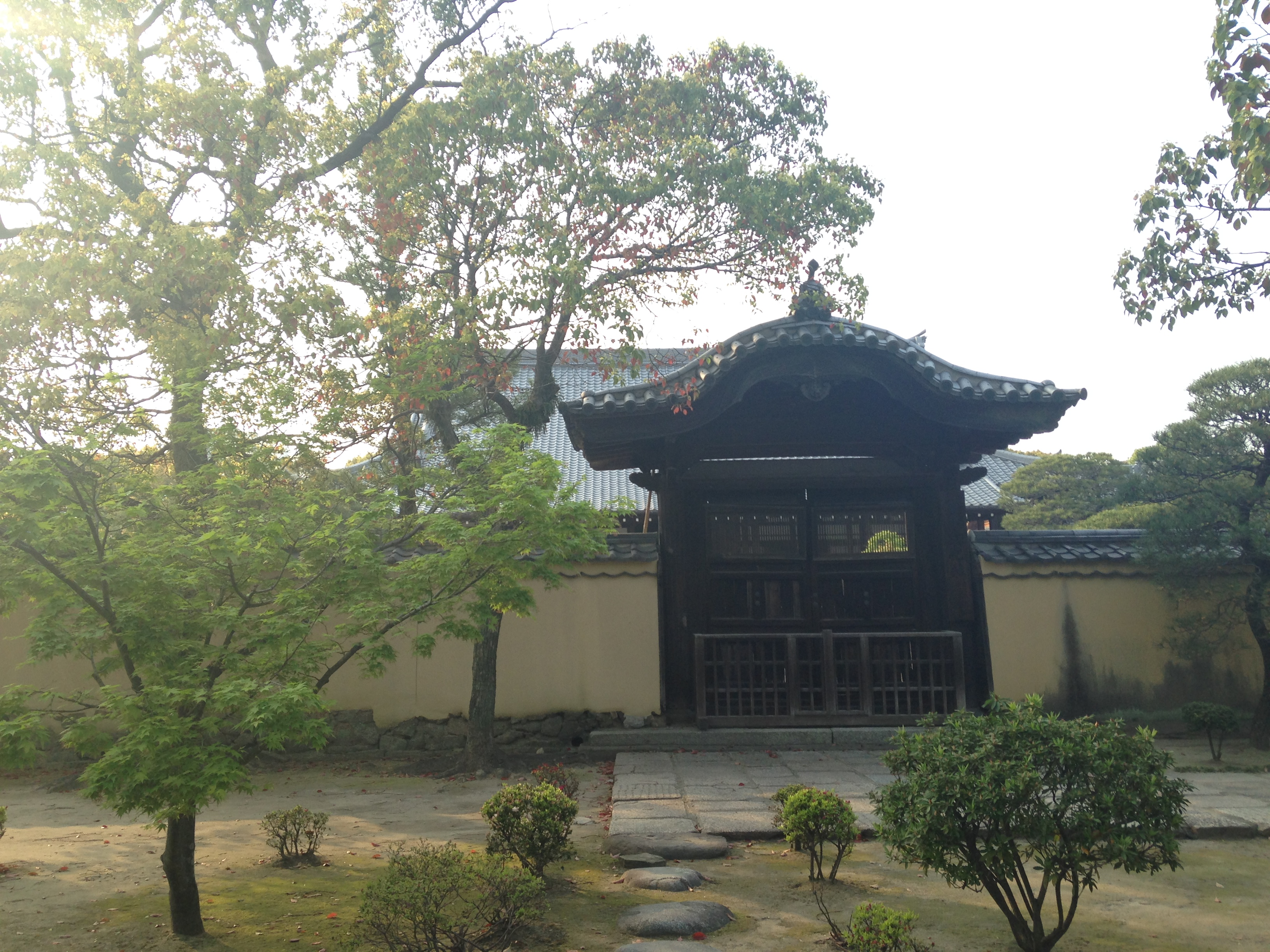
唐門

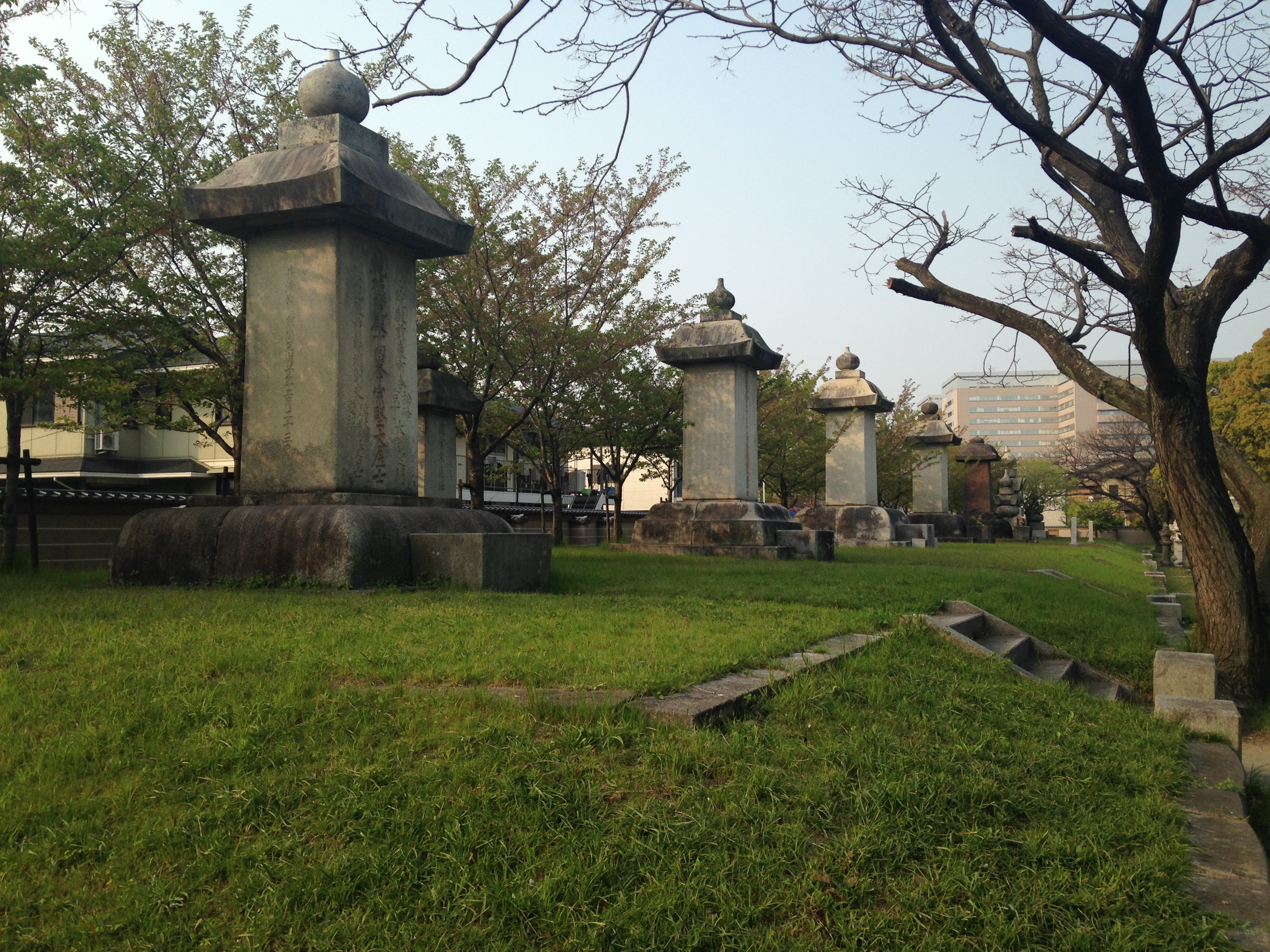
黒田家歴代墓所

崇福寺（そうふくじ）は、福岡県福岡市博多区にある臨済宗大徳寺派の寺院。同派三道場の一つ。九州触頭。当初は大宰府にあったが、黒田長政が筑前の藩主になると、現在の千代町に移転させた。福岡藩主黒田家の菩提寺。かつての伽藍は海岸まで続き広大な寺域を誇ったが、福岡大空襲により灰燼に帰した。

## 沿革
- 1240年（仁治元年）、太宰府の横岳に湛慧により建立される（現在の筑紫台高等学校近くに別院として現存）。
- 1241年（仁治2年）、円爾が開堂演法し、無準師範から与えられた「勅賜萬年崇福禅寺」の八大字を揚げて寺名とした。
- 1243年（寛元元年）、承天寺と並んで官寺に列せられ、後嵯峨天皇より「西都法窟」の勅額を下賜される。
- 1272年（文永9年）、南浦紹明が興徳寺より転じ住持を務める。
- 1308年(延慶元年)、南浦紹明が亡くなり峰翁祖一が崇福寺の三世となる。
- 1586年（天正14年）、島津氏と大友氏の間でおこなわれた岩屋城の戦いの際に焼失するも再建される。
- 1600年（慶長5年）、京都大徳寺住持を務めた春屋宗園の請を受け、福岡藩初代藩主・黒田長政によって現在地の福岡市千代町に移転、建立開基された。これ以降、福岡藩主黒田氏の菩提寺として庇護を受ける事となる。境内北側には藩祖黒田孝高や長政ら藩主代々の墓所がある。
- 1612年（慶長17年）、博多豪商の島井宗室の寄進により塔頭瑞雲庵が再建され、江月宗玩が開山。
- 1624年（寛永元年）には長政から350石を寄進される。
- 明治時代、廃仏毀釈運動の煽りを受けて荒廃する。
- 1895年（明治28年）、渡辺玄外が住職となって境内が再整備される。この際に時の旧福岡藩黒田家当主であった黒田長成侯爵が寺名を揮毫している。
- 1945年（昭和20年）6月19日、宗室と並ぶ博多豪商の神屋宗湛所縁の茶室『湛浩庵』（戦前は国宝に指定されていた）など、多くの伽藍がアメリカ軍の空襲で焼失。
- 1950年（昭和25年）戦後荒廃していた福岡藩黒田家墓所を整備、改葬。当初の五分の一の規模に縮小され、新たに土を盛り墓所を築造。土台に墓碑のみを整備した。当初は歴代藩主の埋葬地には御霊屋、石塔、灯篭他、二十数基の墓碑堂塔があったが風化や空襲などで焼失。
- 1963年（昭和38年）元国宝の「湛浩庵」が『宗湛庵』として復元された。
- 2005年（平成17年）5月9日、寺の修行僧によって放火され、隠寮や書院など3棟700平方メートルが全焼した。
- 2014年（平成26年）境内にある歴代福岡藩主・黒田氏の墓所が黒田家16代、長高氏より福岡市に寄贈され、移管された。市の道路拡張工事に伴い山門前の参道を整備、隣に自動車専用道路も新たに整備され、饅頭店・参拝用品店などは境内へ移転した。

## 逸話
崇福寺には讃岐丸亀藩主京極高豊（きょうごくたかとよ）正室、市子（松壽院）が寄進した荘厳具が伝わる。これは市子の母である前橋藩主酒井忠挙（さかいただたか）正室、宝厳院筑姫（3代福岡藩主黒田光之の娘）が逝去した折、亡き母の実家である黒田家が、崇福寺にて法要を行った際に寄進したものである。この荘厳具は母と娘の絆を伝える貴重な物である。

## 文化財
- 山門
県指定有形文化財。かつて福岡城の本丸表御門であったものを、1918年（大正7年）に陸軍により払い下げられ、崇福寺境内に移築された。二層造で本瓦葺の切妻造。
- 唐門
県指定有形文化財。名島城遺構を移築したもの。
- 仏殿
県指定有形文化財。
- 紙本墨画出山釈迦像（県指定有形文化財）
- 絹本著色黒田孝高・長政像（県指定有形文化財）
- 旭地蔵尊
随乗坊湛慧が横穴を掘って隠棲しそのまま座位の姿で息絶えたとされる地に石塔が立てられ、のちに地蔵が祀られた。崇福寺が現在の地に移転した際に地蔵も共に移された。日切地蔵とも呼ばれ、願掛けのお地蔵さんとして崇敬を集めており百度参りの地としても有名。四がつく日（四日・十四日・二十四日）が縁日（または御日）とされており特に賑わっている。
- 黒田家歴代墓所
黒田孝高（如水）や正室の櫛橋光（照福院）、長政、弟の黒田熊之助をはじめ、4代藩主・綱政、6代藩主・継高、7代藩主・治之、9代藩主・斉隆、10代藩主・斉清の墓碑がある。藤水門で仕切られた一郭が黒田家の墓所となっている。なお、2代藩主・忠之、3代藩主・光之、8代藩主・治高の墓所は東長寺にある。11代藩主・長博以降は東京の青山霊園。当初の墓所は現在の５倍以上あったが戦災で焼失、戦後に改葬、合祀され縮小された。新たに墓所を北側に土を盛り築造。なお、長政の墓碑などはこの時に新しく作られた。後にまた再整備され、門（藤水門）、案内看板などが新しく設置された。現在福岡市に寄贈され、移管された為基本的に土日祝日の10時〜16時に限り、墓所の北門から入り参拝することができる。無料。（年末年始等については福岡市の担当部署へ確認を。）
- 島井宗室墓所
- 高場乱墓所
- 大森治豊墓所

## 周辺施設
- 福岡県庁舎
- 九州大学病院
- 福岡市立千代中学校

## 交通
- 福岡市地下鉄箱崎線千代県庁口駅より徒歩7分（600m）
- 西鉄バス・JR九州バス千代町バス停より徒歩7分（600m）
- 福岡高速環状線千代出入口より860m